# 荷蘭皇家航空

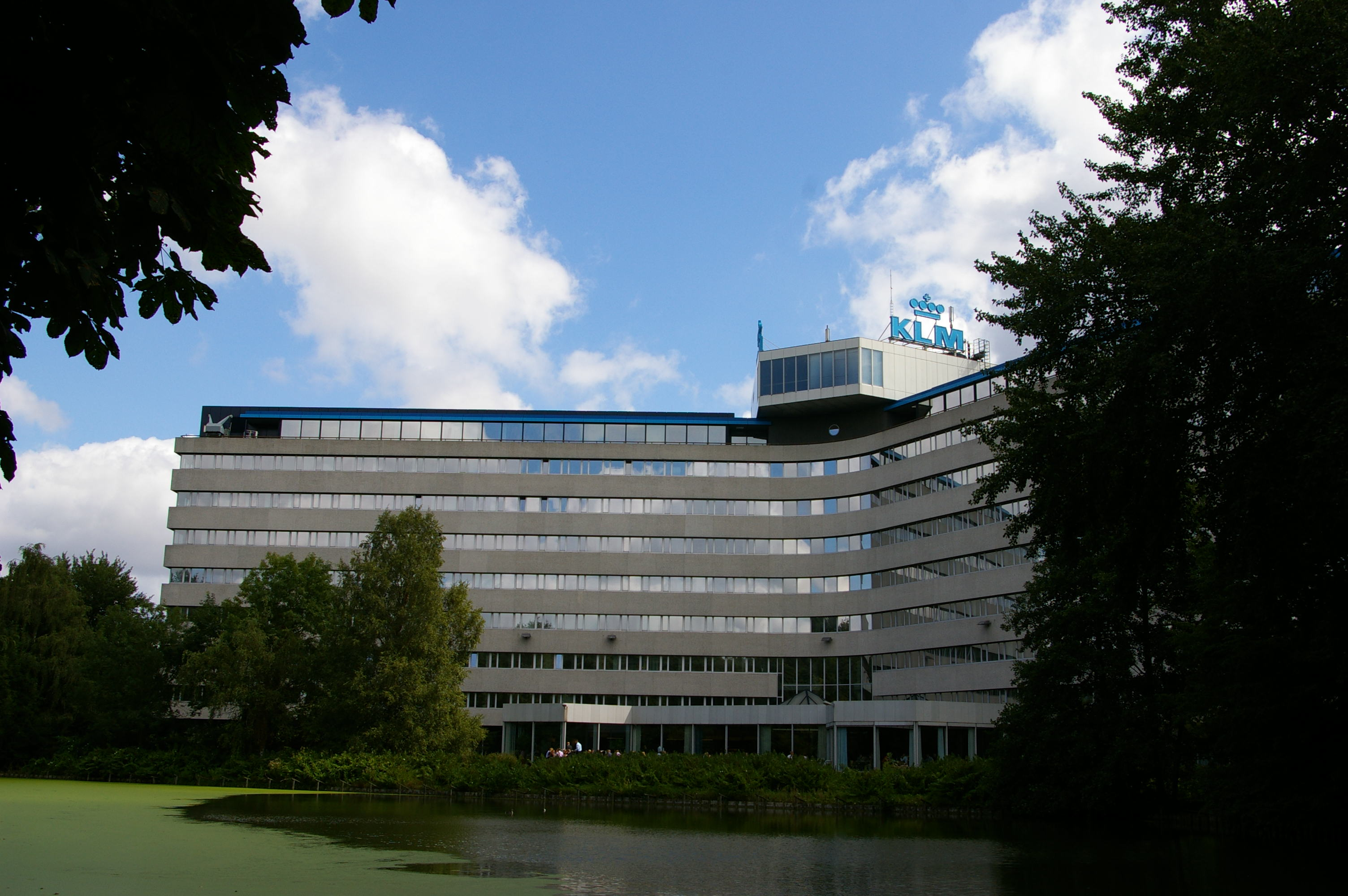
荷蘭皇家航空總部

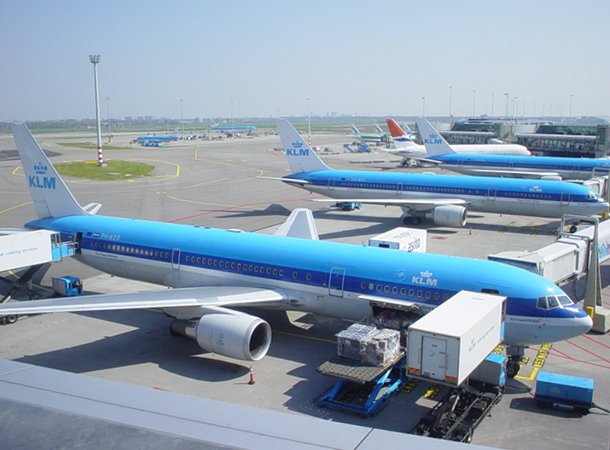
停泊在史基浦機場的荷航機群

荷蘭皇家航空（荷蘭語：Koninklijke Luchtvaart Maatschappij N.V.，直译：「皇家航空公司」），亦稱KLM荷蘭皇家航空（英語：KLM Royal Dutch Airlines）、荷蘭航空，簡稱荷航，是荷蘭的國家航空公司，於1919年創立，今為法荷航集團（Air France–KLM Group）的子公司及天合聯盟成員。
荷航於1919年創立，是其中一間歷史最悠久且從未更名的航空公司，更是第一家營運達到一百年的航空公司。2004年，法國航空收購荷航，並因此組成了法荷航集團。目前該集團是法國及荷蘭的主要航空公司，其中荷航主要是經營以阿姆斯特丹史基浦機場為航空樞紐的部分，並將總部設於阿姆斯特丹史基浦機場。

## 歷史

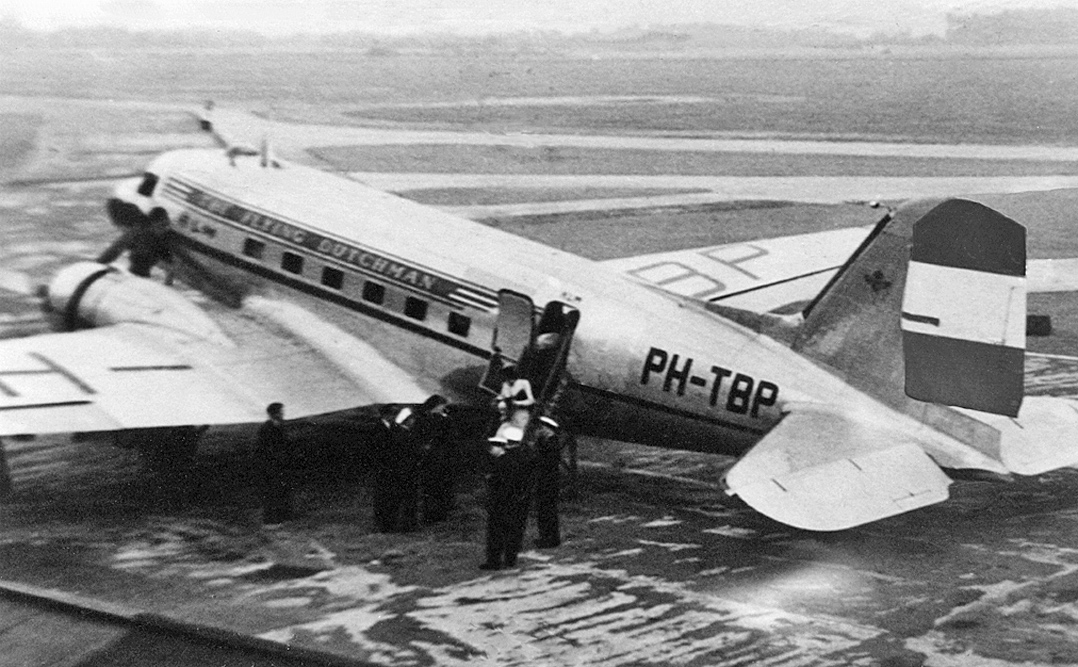
荷航的道格拉斯DC-3（1947年）

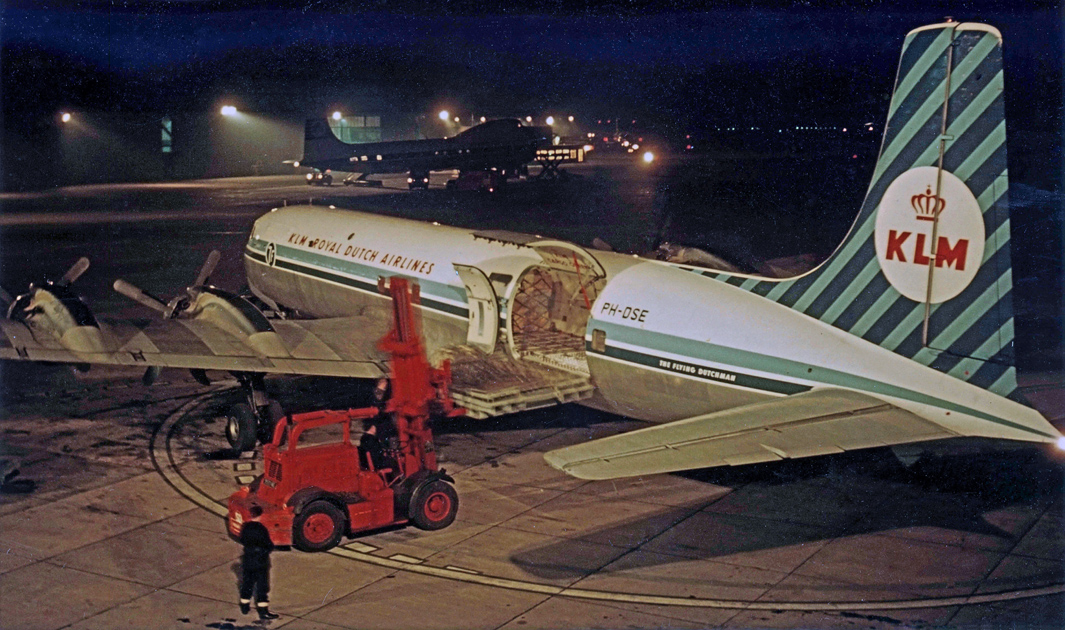
荷航的DC-7CF貨機（1964年）

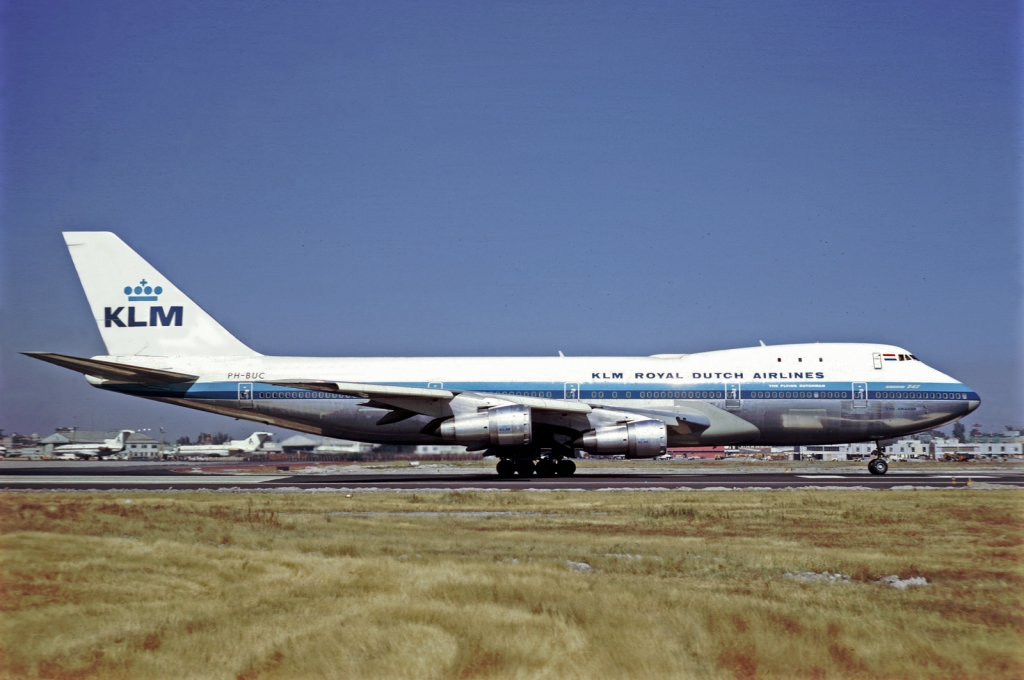
荷航的波音747-200（1971年）

荷航創立於1919年10月7日，是現在歷史最悠久且仍以原有名稱運作的航空公司。荷航的首個航班是在1920年5月17日由倫敦飛往阿姆斯特丹，載有兩名英國新聞記者及一些報紙。
在成立之初，荷航在歐洲已取得領導者的地位，他們的機隊有國產的福克客機（Fokker），亦有美製的客機。1924年，他們的航線更伸展至荷蘭於遠東的殖民地--印尼的巴達維亞（今天的雅加達），這條航線於1929年提升為定期航班；1934年12月開辦了首條跨大西洋航線—荷蘭至南美的荷屬庫拉索。此時荷航的航線網絡已遍佈全世界。直至第二次世界大戰爆發，荷航在荷蘭被納粹德軍吞併後一度停業，在印尼的業務亦於太平洋戰爭爆發，日本佔領印尼後全面停業。值得一提，在大戰期間，荷航接收了4架道格拉斯DC-5飛機，是世上唯一使用過此型飛機的民用航空公司。戰後荷航復業並火速重新發展，於1946年5月21日更開辦紐約航線，是歐洲大陸首間飛行紐約航線的航空公司。
2004年5月，荷航被法國航空收購。荷航本身的獨立地位在收購後5年內維持不變，但最終其運作被認為會與法國航空合併。而荷航與美國西北航空的長期聯營關係，暫時不會改變。兩間航空公司在2004年9月同時加入法國航空牽頭的天合聯盟。

## 子公司

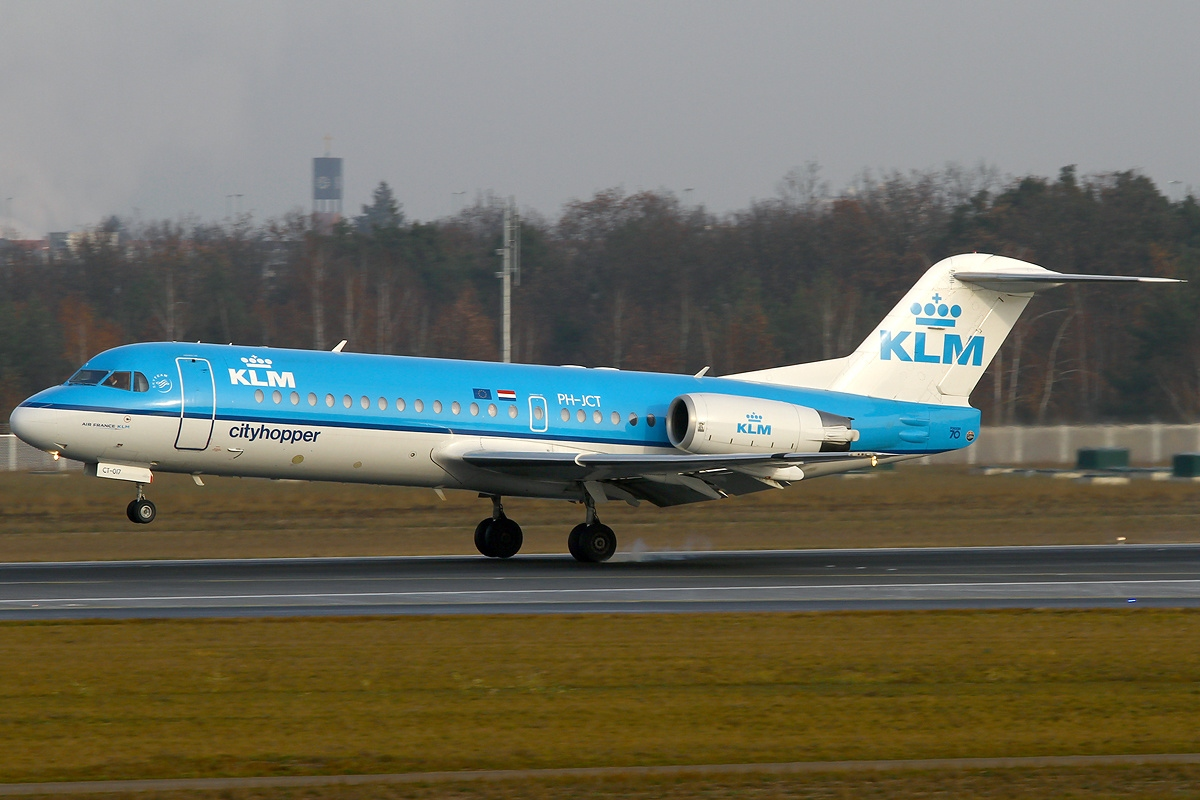
荷航旗下負責營運歐洲短程航班的KLM Cityhopper航空所屬的一架福克F70

荷航的子公司包括荷蘭皇家城市短途航空（KLM Cityhopper）、荷航空運及荷亞航（KLM Asia），KLM Exel則為荷航與荷蘭當地包機航空公司Air Exel合作時所用的名稱，但該合作案已於2004年12月時結束。荷航擁有泛航航空（Transavia）的全部股權，馬丁航空（Martinair）50%的股權及肯亞航空（Kenya Airways）26%股權。荷航股票在阿姆斯特丹、紐約及巴黎證券交易所上市。

### 荷蘭亞洲航空
與英航設立英亞航、日航設立日亞航的作法類似，荷航的子公司荷蘭亞洲航空（英語：KLM Asia，簡稱荷亞航）是荷蘭皇家航空在台灣註冊的全資子公司，該公司成立於1995年，基於政治考量，為了經營與台灣之間的航班而特別創立的。有定期航線往返於馬尼拉-台北-阿姆斯特丹之間，現時機隊主要執行來往香港及台北的航線。在土耳其航空於2015年開航台北-伊斯坦堡航線前，曾長期是唯一一家仍以自有飛機飛航台灣的歐洲航空公司。
荷亞航所使用的機種原為6架波音747-406M廣體客貨機（Combi），用來飛航經曼谷的台北航線。自荷亞航將台北航線改為直飛後，使用機種已改為航程較長的7架波音777-206ER和2架波音777-306ER客機。荷亞航塗裝上大致與一般的荷航機隊相同，但除了航空公司名稱多了「Asia」的字樣外，機尾垂直尾翼部分上去除原本荷航企業識別標誌上的皇冠再在下方加上「Asia」的字樣，在機身前中段則以繁體中文寫上「荷蘭亞洲航空公司」。荷亞航雖然名義上是專門為了台灣的航線而設，但其機隊有時也會因調度需要飛航其他航線；同樣地，飛航台北的班機也并非全为荷亞航的機隊，由荷航自有機隊飛航的情況時有所見。2015年起導入且2023年開始飛航台北的波音787機隊則簡化塗裝，不再如以往加上Asia字樣和中文公司名，僅移除皇冠標誌、荷蘭國旗及歐盟旗。如今荷兰亚洲航空仅在机身涂装上略有不同，与荷兰航空的运营并无区分。

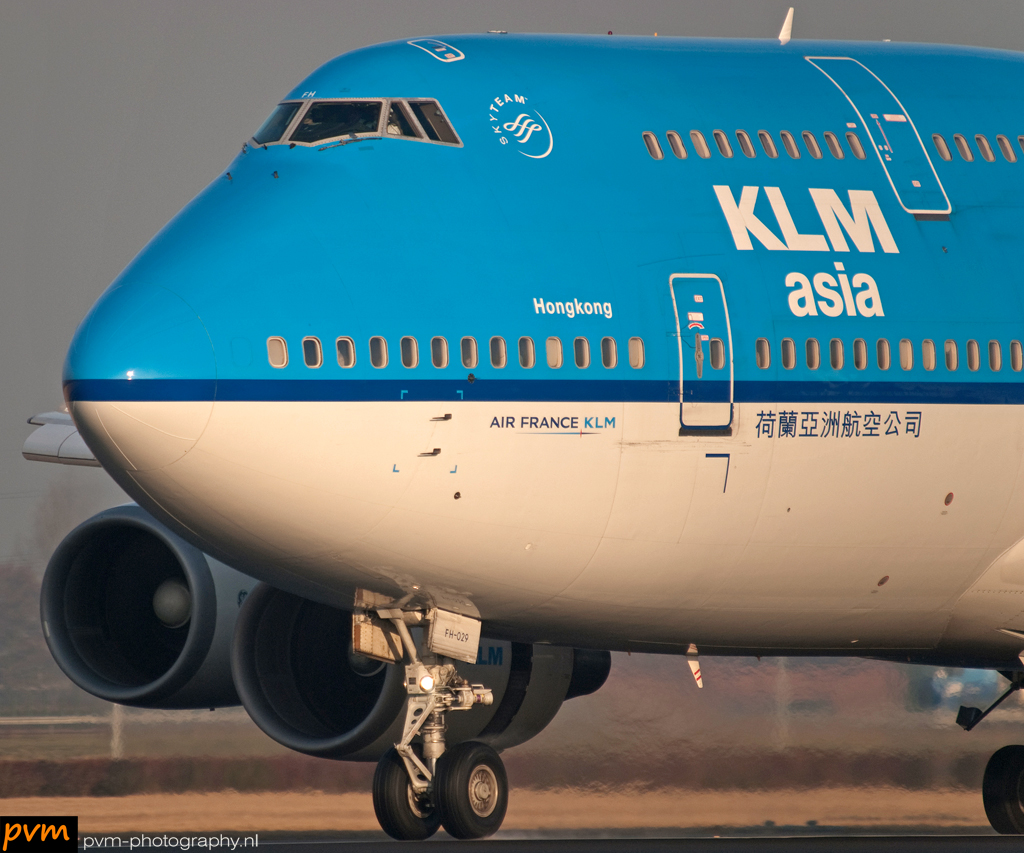
荷亞航機身中文字樣
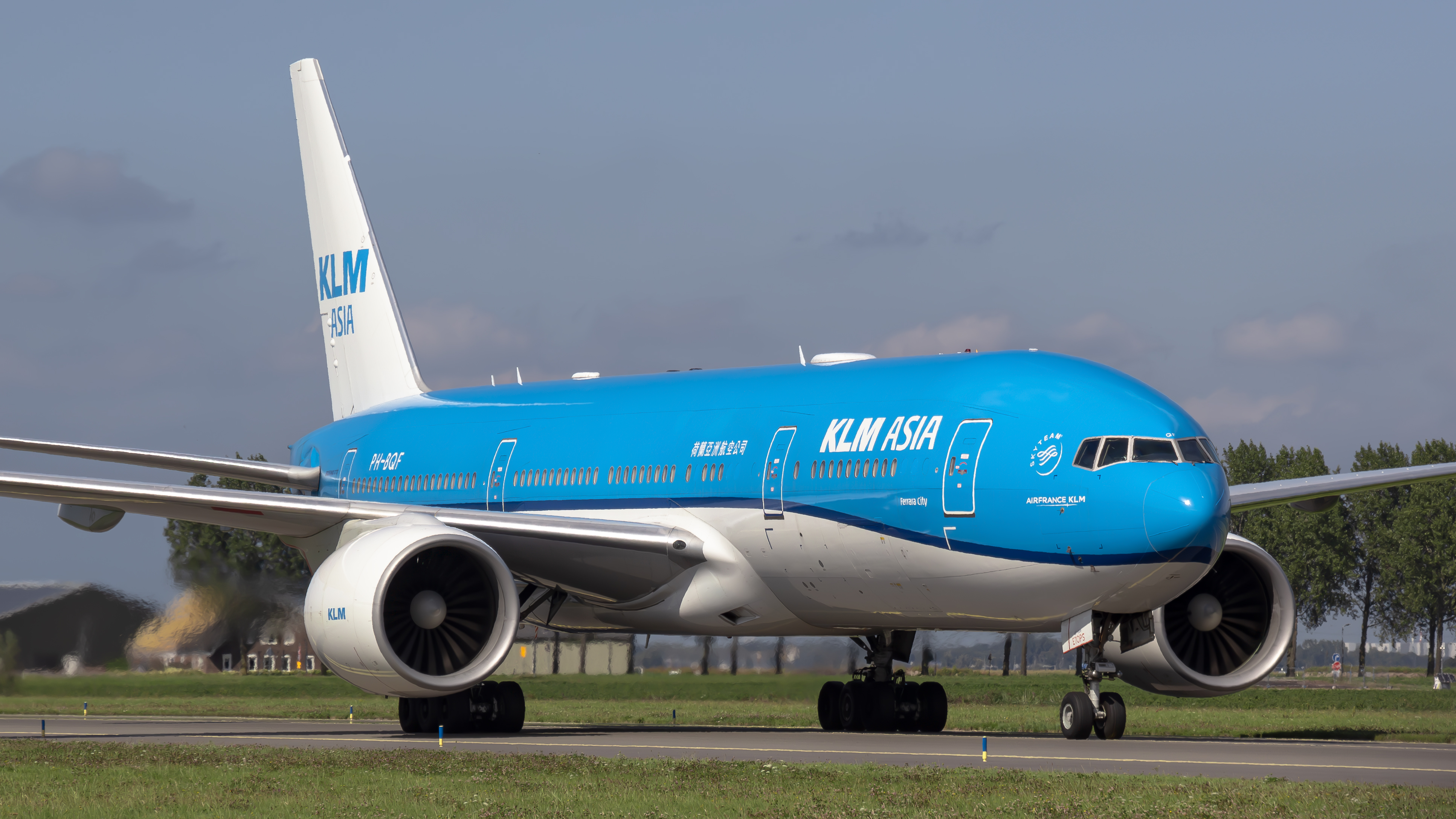
荷亞航機身涂装
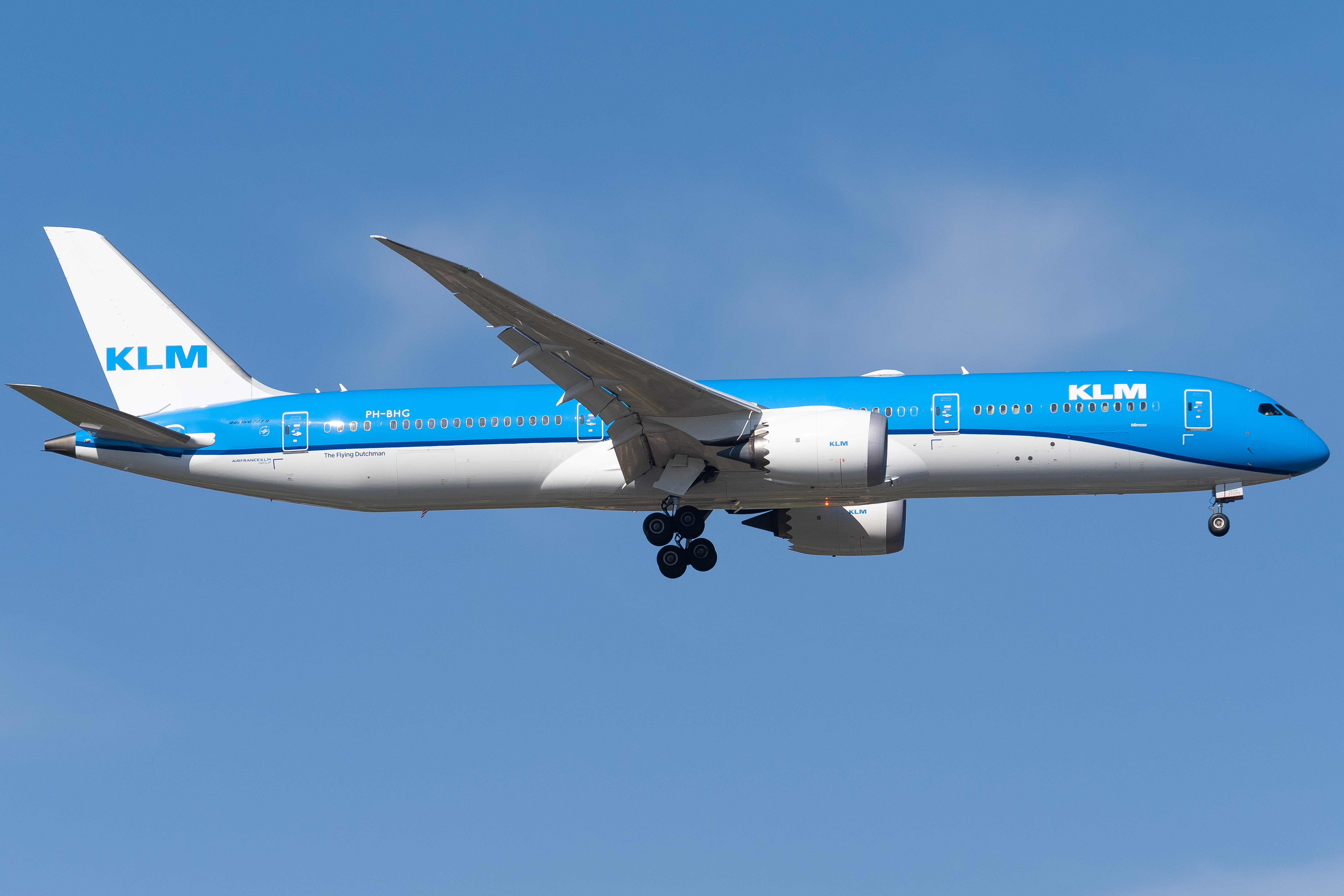
最新荷亞航塗裝，垂直尾翼去除了荷航標誌上的皇冠

## 航點
以阿姆斯特丹史基普機場為樞紐的荷蘭皇家航空，服務的航點遍佈全球五大洲大部分主要國家的首都。除了航線密度最高的西歐與中歐地區外，美國是除了歐洲各國之外荷航航線數量最多的國家，亞洲的中國則以3條航線排名第二。除此之外，由於荷蘭王國仍然在加勒比海地區擁有數個原本是其海外屬地的自治國，為了維持這些自治國與母國之間的聯繫，荷航在此地區擁有較其他歐洲航空公司更多的航點。
KLM與以下航空公司簽訂了代碼共享協議：
- 四川航空（3U）
- 格魯吉亞航空（A9）
- 法國航空（AF）
- 墨西哥國際航空（AM）
- 阿根廷航空（AR）
- 意大利航空（AZ）
- 白俄羅斯航空（B2）
- 中國國際航空（CA）
- 中華航空（CI）
- 巴拿馬航空（CM）
- 中國南方航空（CZ）
- 達美航空（DL）
- TAAG安哥拉航空（DT）
- 愛爾蘭航空（EI）
- 阿提哈德航空（EY）
- 保加利亞航空（FB）
- 高爾航空（G3）
- 嘉魯達印尼航空（GA）
- 泛航航空（HV）
- 塞爾維亞航空（JU）
- 阿斯塔納航空（KC）
- 大韓航空（KE）
- 馬耳他航空（KM）
- 肯亞航空（KQ）
- 廈門航空（MF）
- 馬來西亞航空（MH）
- 庫魯拉航空（MN）
- 中國東方航空（MU）
- 捷克航空（OK）
- 克羅地亞航空（OU）
- 飛馬航空（PC）
- 曼谷航空（PG）
- 烏克蘭國際航空（PS）
- 蘇里南航空（PY）
- 澳洲航空（QF）
- 羅馬尼亞航空（RO）
- 俄羅斯航空（SU）
- 沙特阿拉伯航空（SV）
- 烏拉爾航空（U6）
- 歐羅巴航空（UX）
- 越南航空（VN）
- 優德魯航空（WF）優德魯航空 （页面存档备份，存于）
- 西捷航空（WS）
- 阿曼航空（WY）

## 機隊

### 現役機隊
截至2022年8月，荷蘭皇家航空機隊的平均機齡是12.8年（不包括子公司）擁有以下飛機：

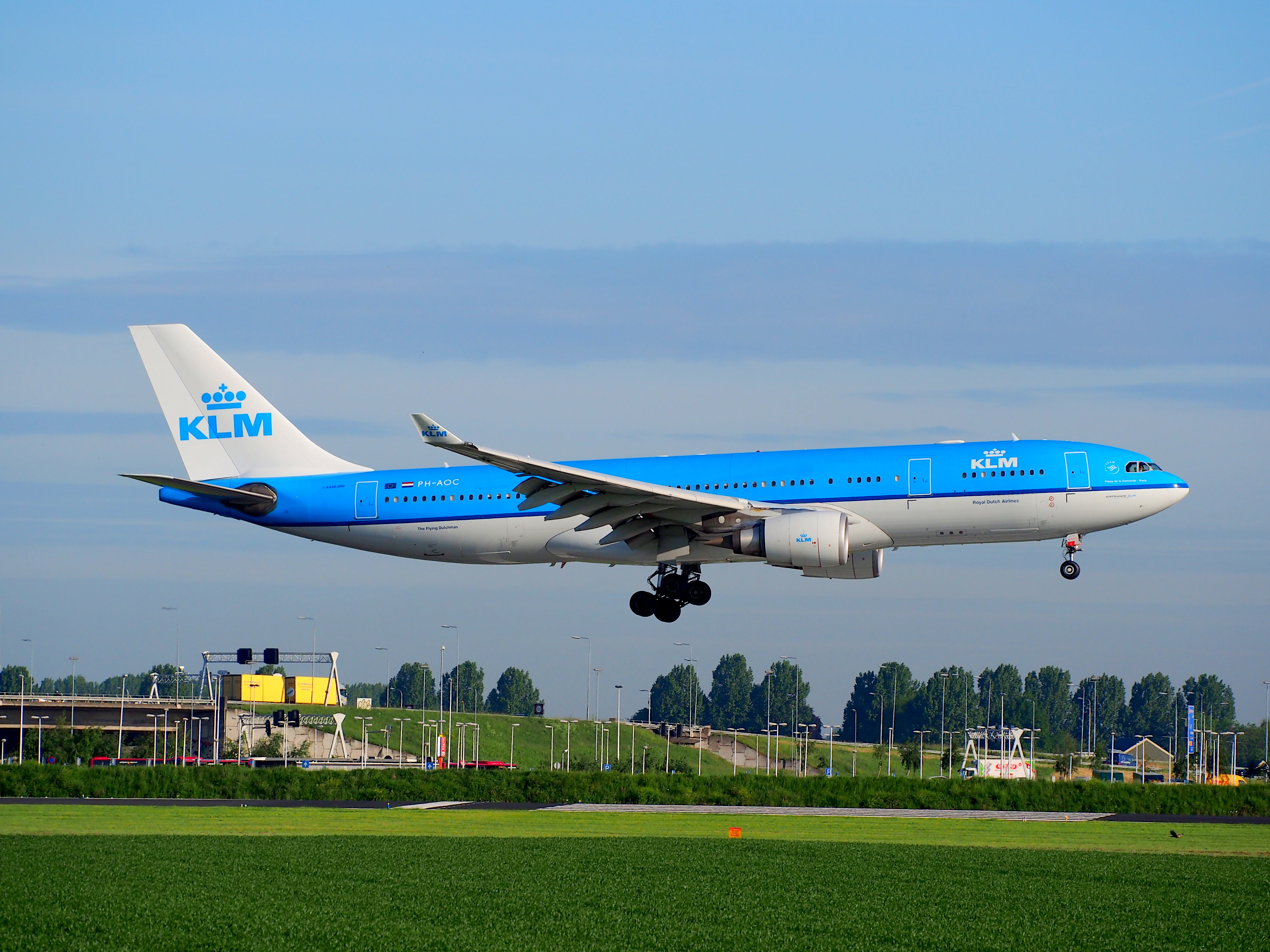
空中巴士A330-200
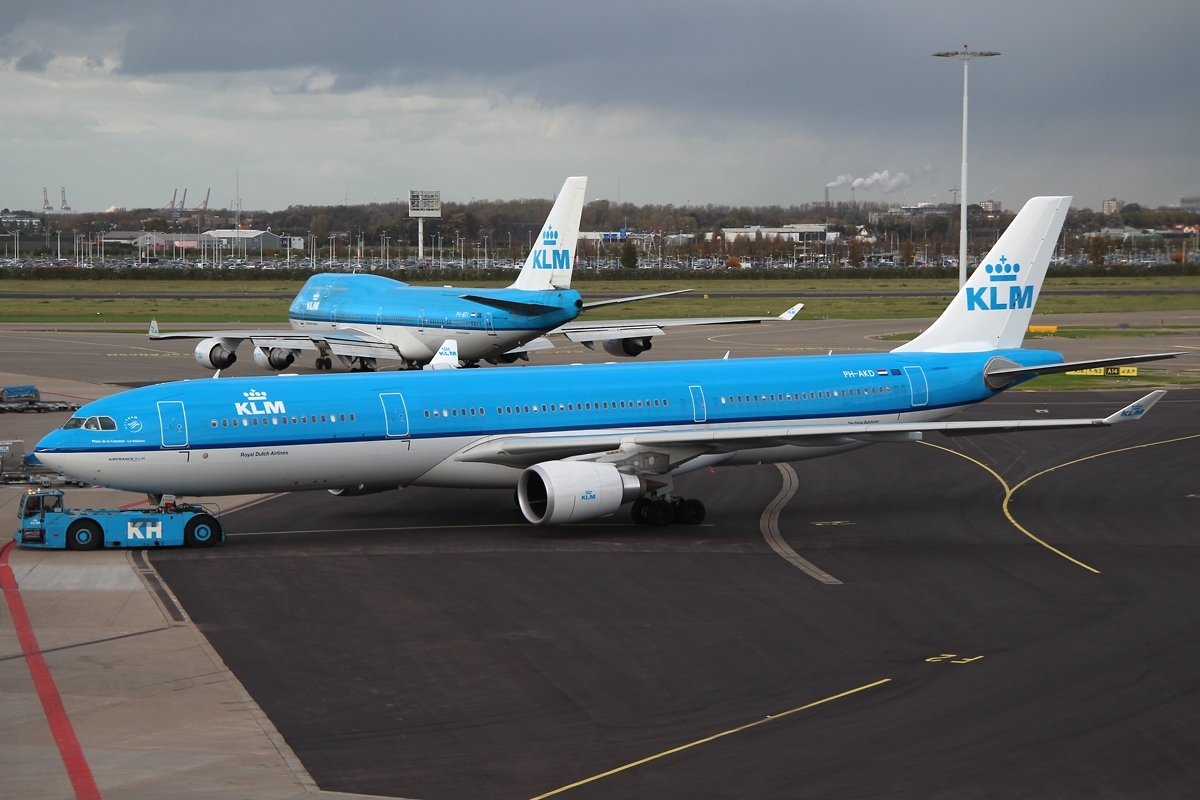
空中巴士A330-300
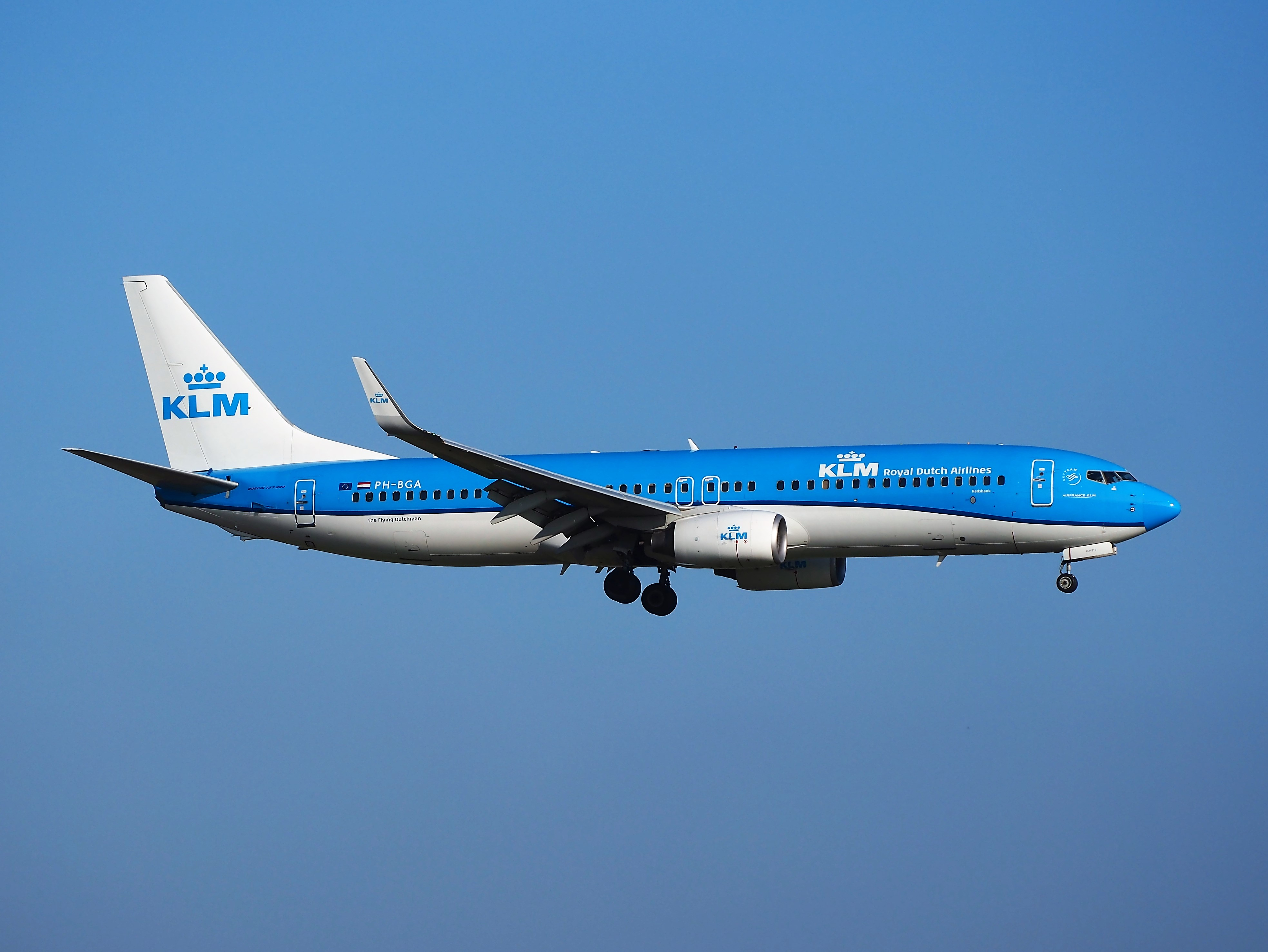
波音737-800
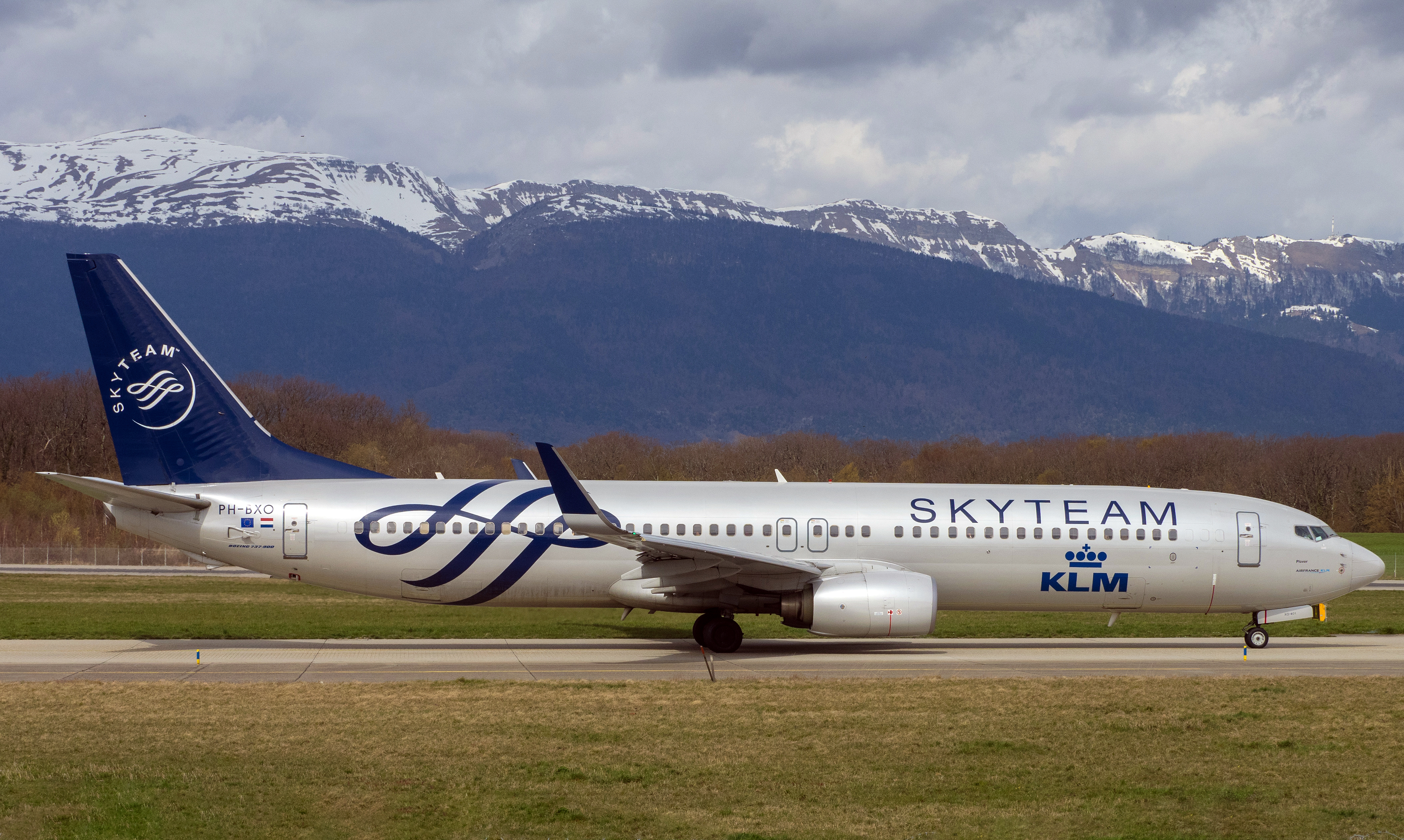
披上天合聯盟塗裝的波音737-900
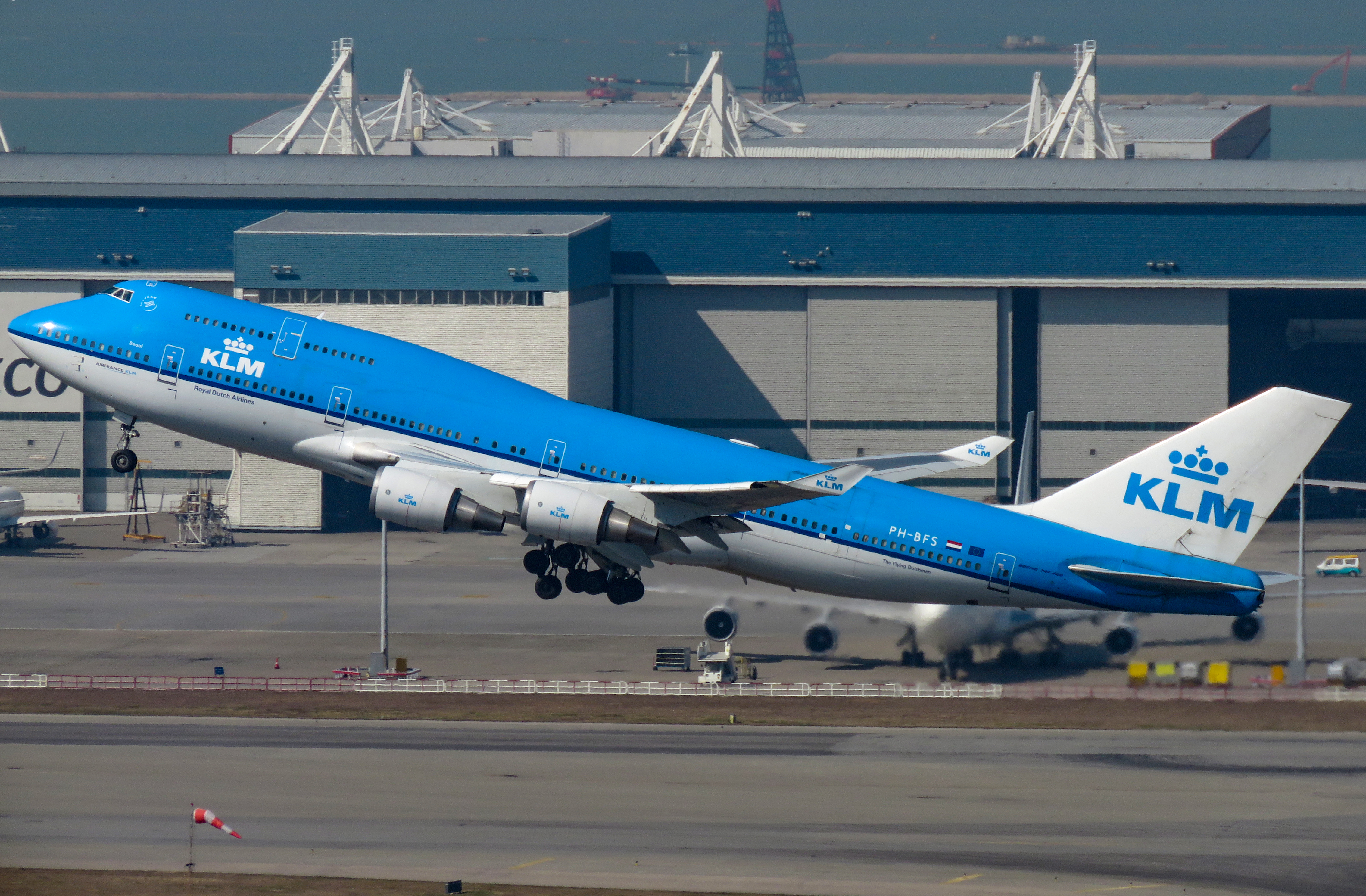
波音747-400M (已退役)
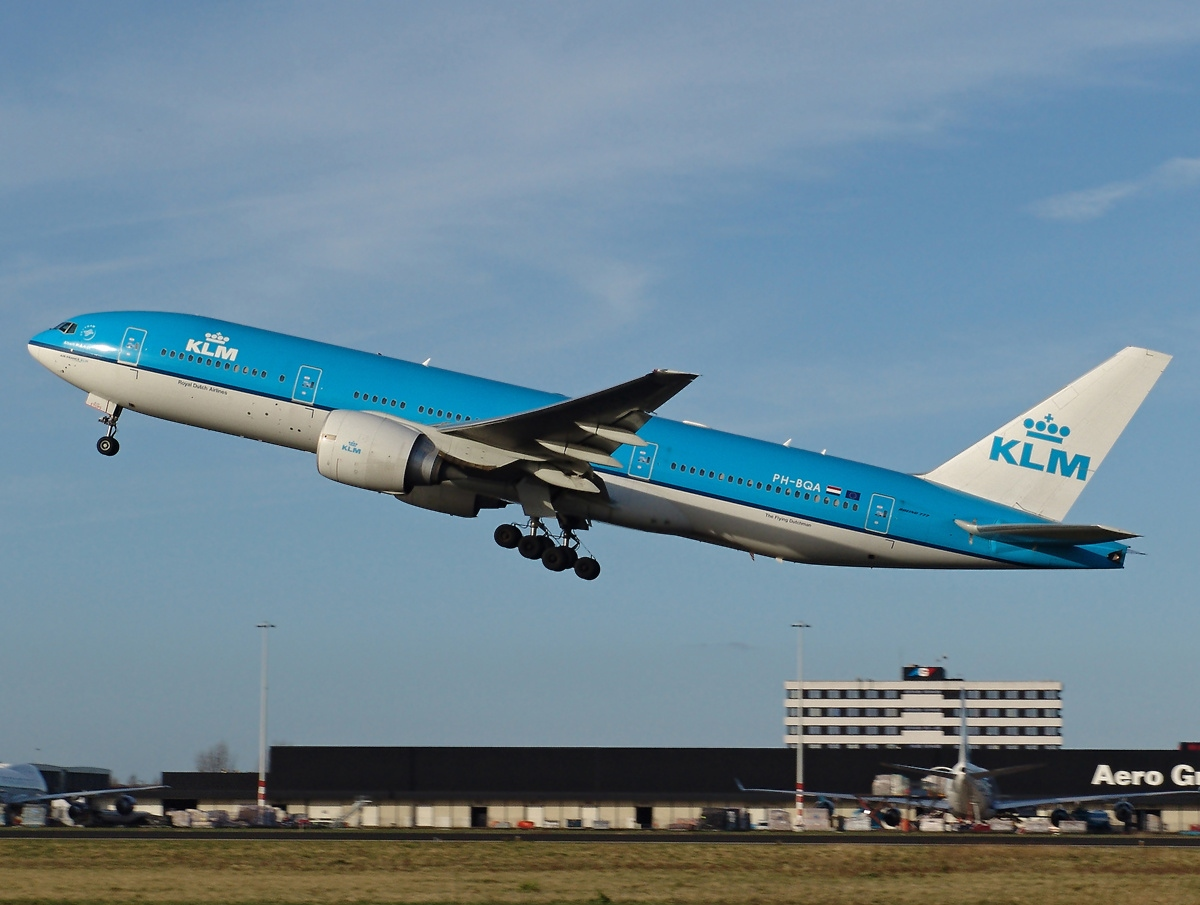
波音777-200ER
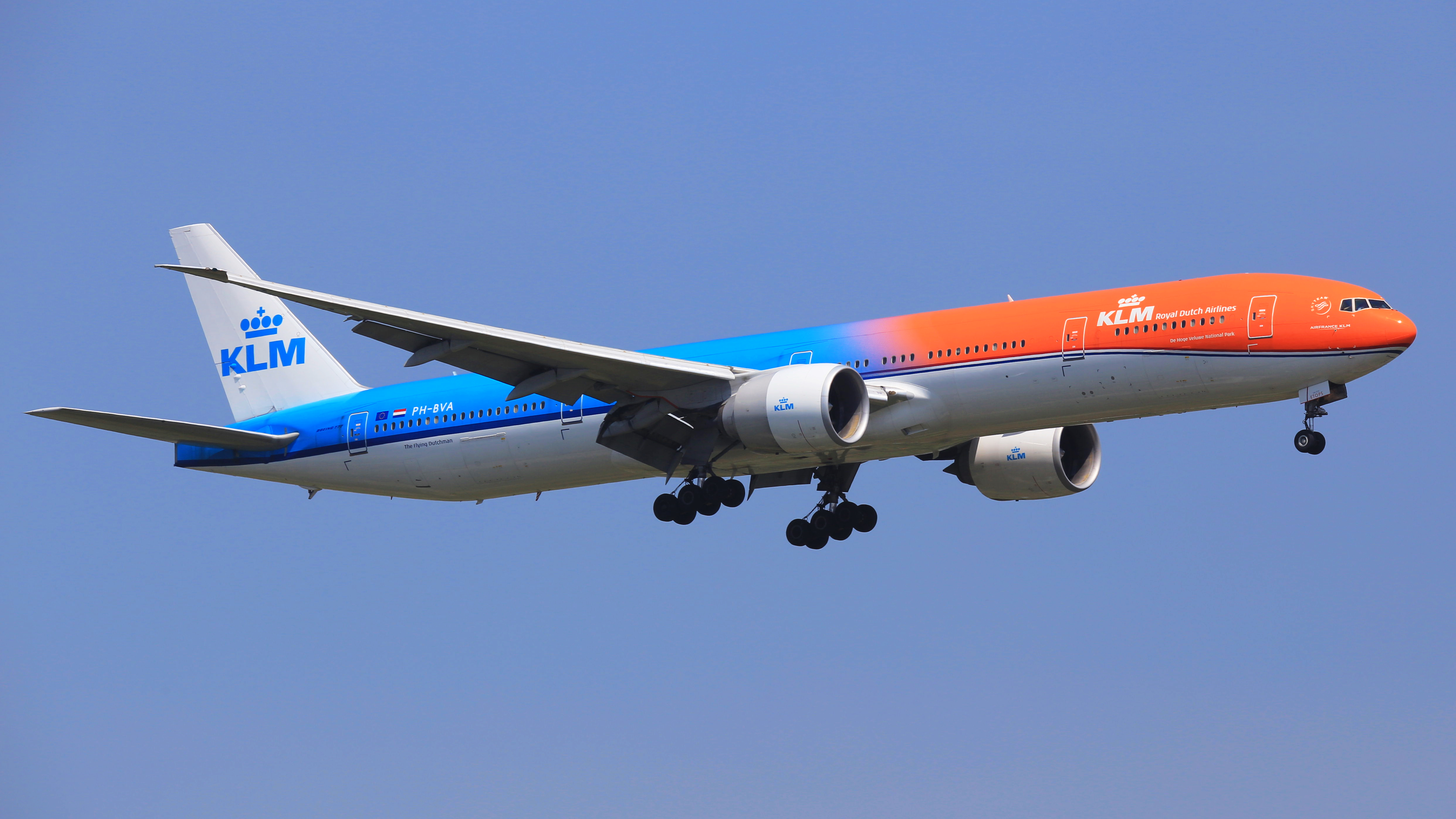
披上Orange Pride塗裝的波音777-300ER
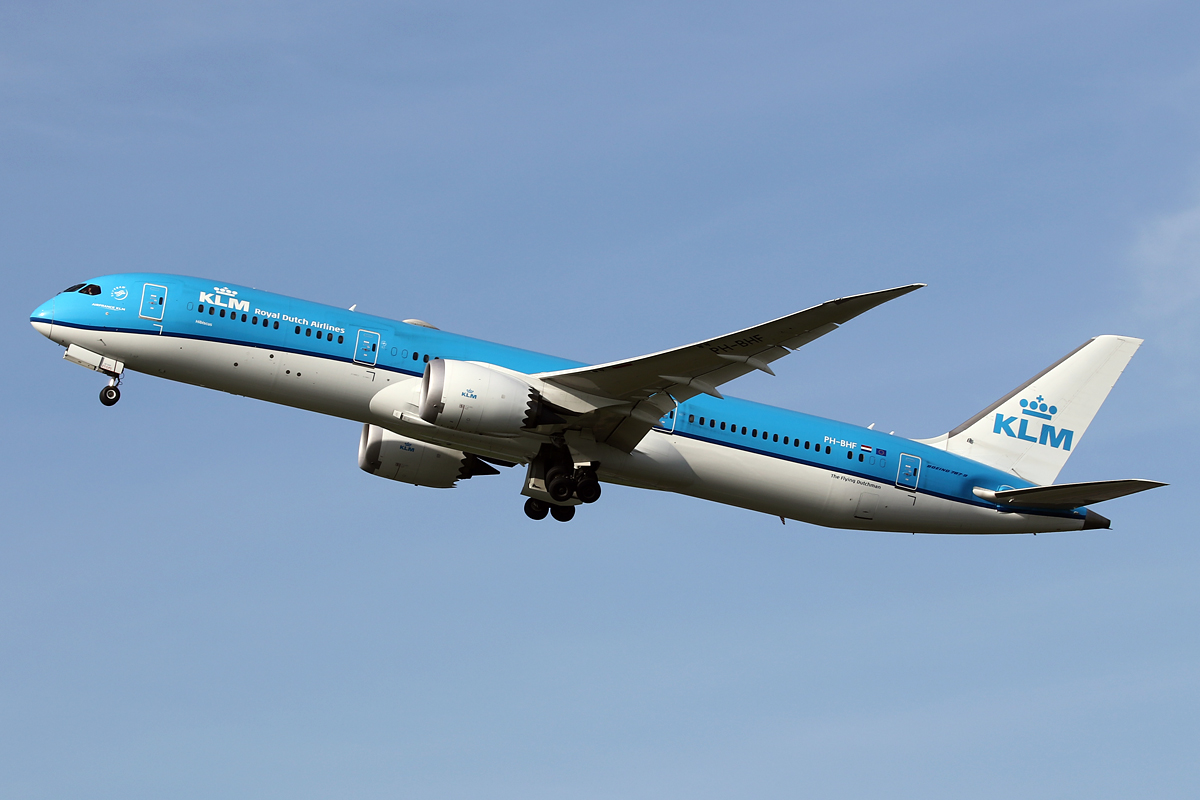
波音787-9
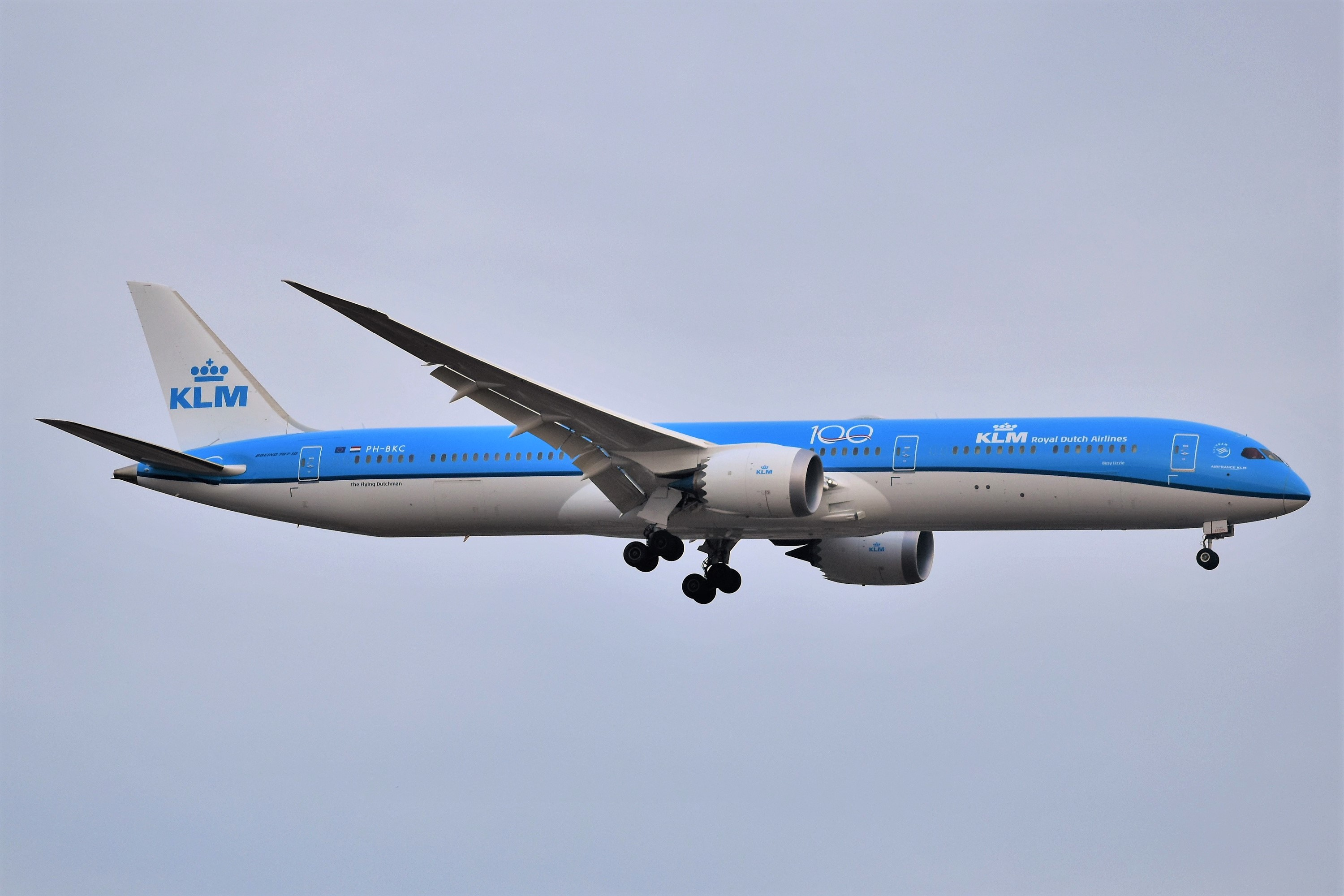
波音787-10
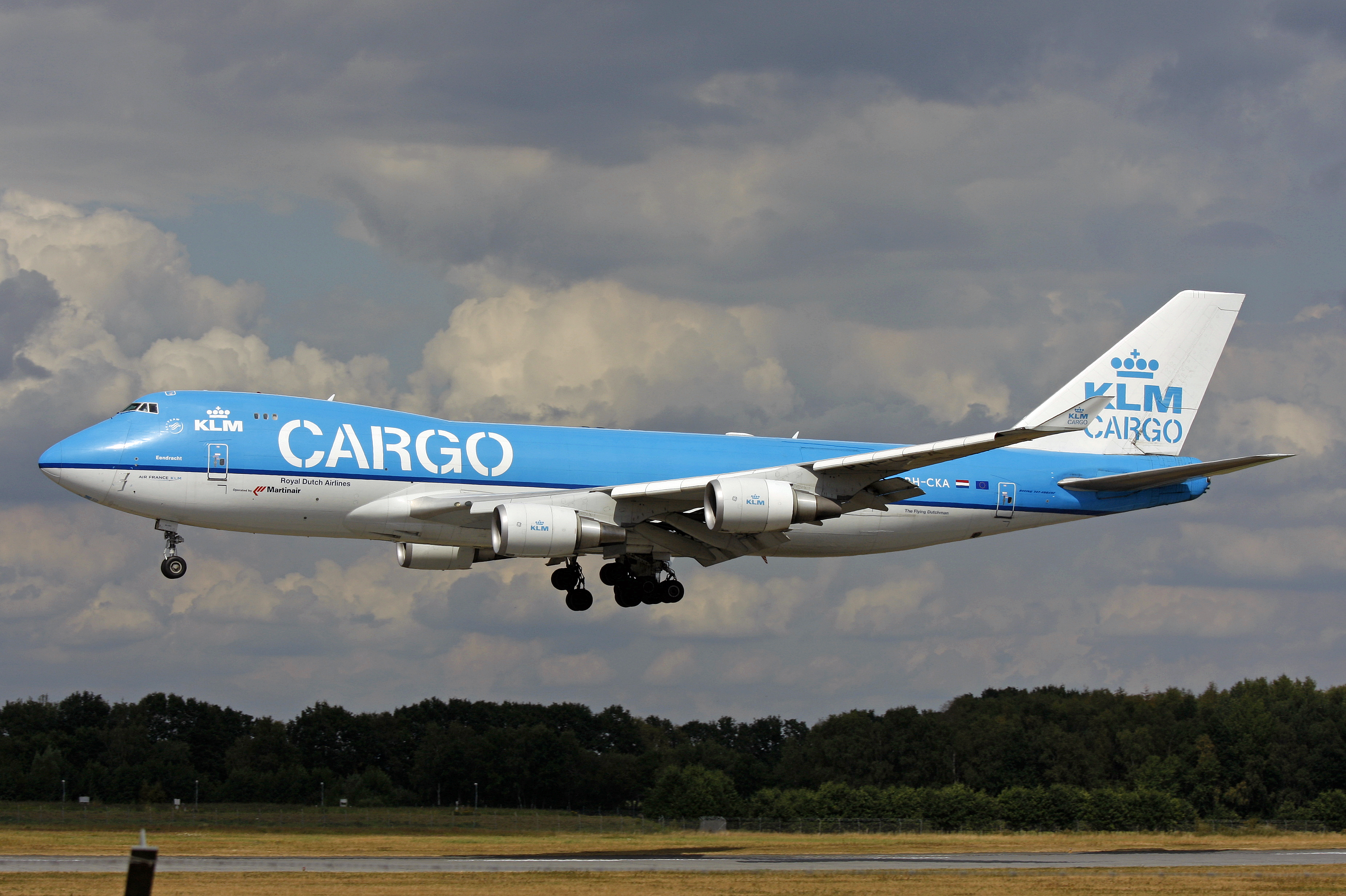
波音747-400ERF

### 已退役機型
荷蘭皇家航空自創立以來，曾使用過以下機型：

## 台夫特藍陶屋

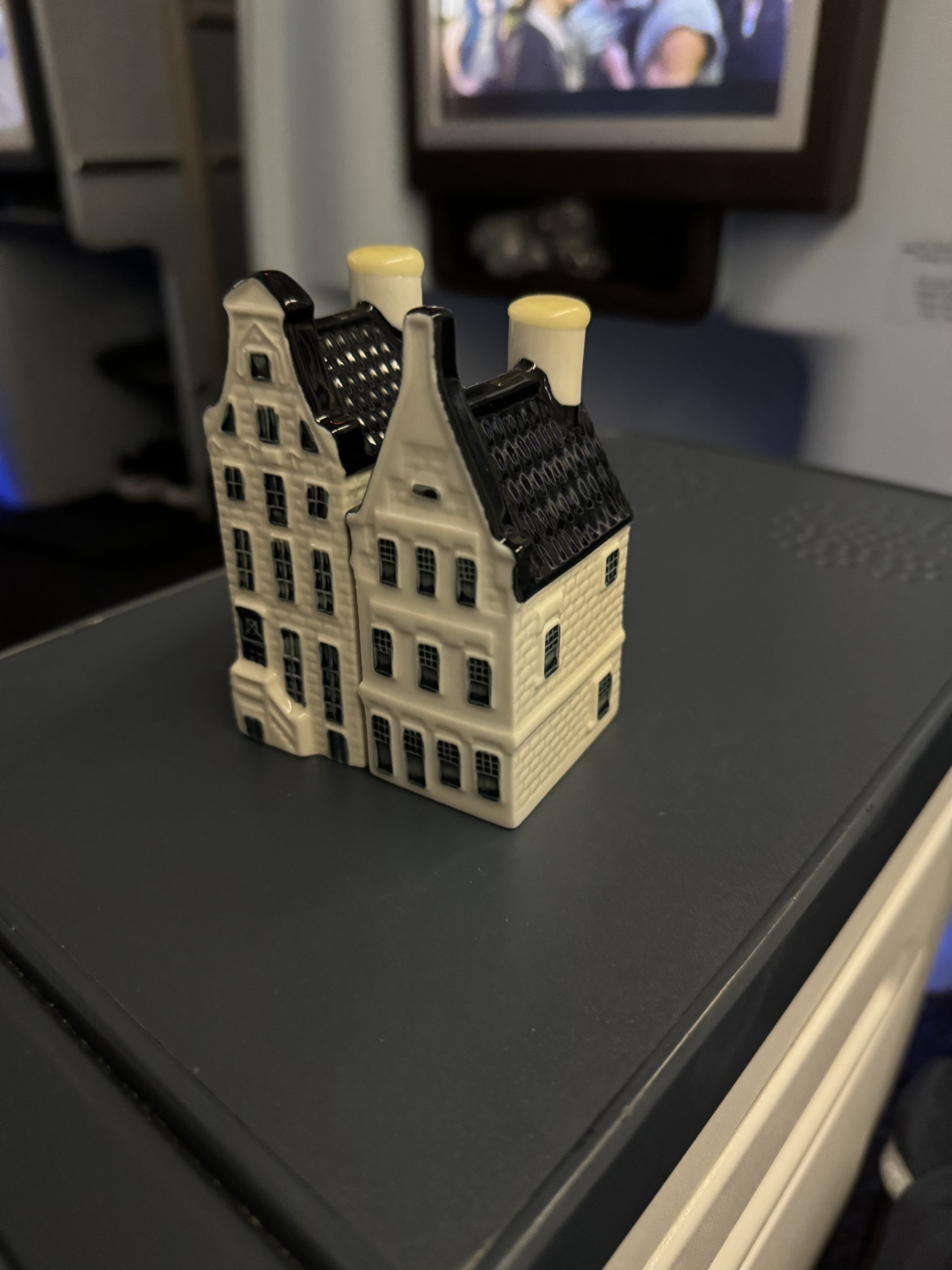
台夫特藍陶屋（31與38號）

自1950年代起，荷蘭皇家航空會向世界商務艙乘客贈送一款台夫特藍陶的迷你荷蘭傳統房屋。這些台夫特藍陶屋是真實的荷蘭建築的縮小復刻版，裡面裝滿了荷蘭杜松子酒。剛開始，台夫特藍陶屋內盛裝的是Lucas Bols利口酒，直到1986年改為Bols杜松子酒。
這項傳統始於1952年，當時荷航將台夫特藍陶屋贈送給頭等艙的乘客。隨著1993年頭等艙的取消，這些台夫特藍陶屋改為送給所有商務艙的乘客。推出這些台夫特藍陶屋的初衷是為了應對一項規定，該規定旨在限制航空公司向乘客贈送禮品的價值不得超過0.75美元。KLM並未將台夫特藍陶屋視為禮品，而是將其包裝為「最後一杯免費飲品」，並以台夫特藍陶屋的形式呈現。
每年10月7日，也就是荷航成立於1919年的紀念日，會推出一款全新的台夫特藍陶屋。最新推出房屋的編號代表了KLM的營運年數。特別版房屋（如阿姆斯特丹王宮）則專門贈送給特別嘉賓，例如貴賓和蜜月夫婦。

## 事故
- 1947年1月26日，荷蘭皇家航空一架編號為PH-TCR的道格拉斯DC-3於哥本哈根凱斯楚普機場滑行起飛後不久失速墜毀，機上22人全部遇難。
- 1977年3月27日，荷蘭皇家航空一架名為「萊茵號」的波音747-206B（PH-BUF）在執行KL4805次航班時，於特內里費洛斯羅迪歐機場滑行起飛時與泛美航空的一架波音747-121（N736PA）相撞，造成兩架飛機上共583人遇難，其中荷航飛機上234名乘客和14名機組人員共248人全部遇難。這次空難為航空史上最嚴重的空難。（特內里費空難）
- 1989年12月5日，荷蘭皇家航空一架名為「卡加利號」的波音747-400M（PH-BFC）在執行KLM867次航班時，飛入一片由里道特火山爆發後的火山灰雲後因引擎吸入大量火山灰而堵塞了引擎，最後機師成功重新啟動引擎並降落在泰德·史蒂文斯安克雷奇國際機場。

## 外部連結
- 官方網站 （页面存档备份，存于）（荷兰文）（英文）